# Gavaevodata
Gavaevodata (gav-aēvō.dātā) é na língua avéstica o nome do bovino primordial da cosmogonia e cosmologia zoroastriana, uma das seis criações materiais primordiais de Aúra-Masda e o progenitor mitológico de toda a vida animal benéfica. 
A besta primordial é morta no mito da criação, mas a partir de sua medula óssea, órgãos e citra o mundo é repovoado com a vida animal. A alma do bovino primordial – geush urvan – retornou ao mundo como a alma do gado. Embora geush urvan seja um aspecto do bovino primordial na tradição zoroastriana, e também no Avestá Jovem, a relação entre os dois não é clara nos textos mais antigos. 

## Nas escrituras
Embora o avéstico gav- "vaca" seja gramaticalmente feminino, a palavra também é usada como um singular para o coletivo "gado". Nas traduções para a língua inglesa, Gavaevodata é frequentemente referido em termos neutros quanto ao gênero como "bovino (ox) primordial". Outras traduções se referem a Gavaevodata como um touro. O -aevo.data do nome significa literalmente "criado como um" ou "criado sozinho" ou "unicamente criado". 
Gavaevodata é mencionado apenas nos textos sobreviventes do Avestá, referido pelo nome em apenas dois hinos. Em outros casos, por exemplo, em iaste 13,85, a besta primordial é mencionada entre as seis criações materiais, mas não pelo nome. Em outros lugares, como no gático Iasna Haptangaiti avéstico, são oferecidas orações em nome da alma da vaca (geush urvan), ou adoração é oferecida à "alma da vaca e ao seu corpo criado", mas em nenhum dos casos Gavaevodata é mencionado pelo nome, nem está claro (ao contrário da tradição zoroastriana) se a alma da vaca é a alma de Gavaevodata. 
Este também é o caso do O Lamento da Vaca. Neste texto alegórico, a alma da vaca (geush urvan) se desespera com a condição miserável à qual as forças do engano (druj) a submeteram (veja o mito abaixo) e sobre sua falta de proteção por um pastor adequado. As divindades realizam concílio e decidem que Zoroastro é o único que pode aliviar sua condição. A princípio, ela lamenta ainda mais, considerando Zoroastro incompetente, mas finalmente aceita sua assistência.
Pelo menos dois níveis de significado foram inferidos a partir deste texto (Malandra 2001, p. 577): A criatura maltratada simboliza a situação da comunidade de Zoroastro, e a alma da besta primordial é uma metáfora da mensagem que Zoroastro recebeu da Mazda. No verso 3 da litania à lua, Gavaevodata é invocado como (ou juntamente com) o "bovino das muitas espécies" aos cuidados da lua Ma, especificamente måŋha- gaociθra- "a lua que guarda nela o cithra de gado", que é um epíteto padrão de Mah.
Nos 30 hinos às divindades do mês civil zoroastriano, Gavaevodata é novamente invocado nos versos nominalmente dedicados à Lua. Ma é novamente referida como "a Lua que contém o cithra do gado", e Gavaevodata é novamente referido como (ou na companhia de) o "Bovino de muitas espécies".

## Na tradição
A mitologia do "bovino unicamente criado", mencionada apenas no Avestá existente, aparece totalmente desenvolvida nos textos médio-persas da tradição zoroastriana do século IX-XI. Nestes textos, o avéstico Gavaevodata aparece como persa médio gaw i ew-pai ou ewazdad ou ewagdad, e mantém o mesmo significado literal como a forma de linguagem avéstica. 
Como também para todas as outras crenças cosmológicas zoroastrianas, a principal fonte de informação sobre o bovino primordial é o Criação Original, um texto do século IX. Neste texto, o bovino primordial é um hermafrodita, com ambos leite e sêmen. É "branco, brilhante como a lua e três postes medidos em altura". O boi unicamente criado viveu sua vida no rio Veh. Daiti, e na margem oposta, vivia Gayomart/d (avéstico Gayo maretan), o primeiro humano mítico. 
O papel de Gawi ewdad no mito da criação é o seguinte: Durante os primeiros três mil anos, Aúra-Masda (Ormusde) modelou o bovino como Seu quarto ou quinto de seis criações materiais primordiais. No início do segundo período de três mil anos, Angra Mainiu (Arimã) atacou o mundo, e o Criador respondeu em dispondo a planta primordial, o bovino e o humano nas respectivas esferas celestes das estrelas, lua e sol. Mas Arimã atacou o céu e Aúra-Masda alimentou o bovino com "mang medicinal" (mang bēšaz) para diminuir seu sofrimento. O bovino imediatamente ficou fraco e morreu.
Porém, quando estava morrendo, seu chihr foi resgatado e levado para "a estação da lua". No cuidado da lua, o chihr da besta foi purificado e se tornou o par de machos e fêmeas dos animais "de muitas espécies". Após a morte do bovino, cinquenta e cinco tipos de grãos e doze tipos de plantas medicinais cresceram de sua medula. Em outra passagem, o Criação Original fala de gergelim, lentilha, alho-poró, uvas, mostarda e manjerona provenientes de várias outras partes do corpo. Por exemplo, lentilhas a partir do fígado e mostarda dos pulmões. . 
Goshorun (do avéstico geush urvan), a alma dos bovinos primordiais, escapou para as estações de estrelas, lua e sol onde lamentou a destruição do mundo. Ela não foi aplacada até Aúra-Masda lhe mostrar o Fravaxi do ainda não nascido Zoroastro (cuja proteção ela receberia). Contente com a promessa de proteção, Goshorun concordou em ser "criado de volta ao mundo como gado".
Uma forma corrompida de grafia aparece como "Abudad" nos primeiros textos europeus a divulgarem a narrativa.